# 이토 데루요시
이토 데루요시(일본어: 伊東 輝悦, 1974년 8월 31일 ~ )는 일본의 축구 선수로 현재 아술 클라로 누마즈에서 미드필더로 뛰고 있다.

## 구단 경력
그는 1993년 J1리그의 시미즈 에스펄스에 입단했다. 1996년에 J리그컵, 2001년에 천황배 우승을 차지했다. 2010년까지 483경기에 출전하여, 30득점을 넣었다. 2011년부터 2013년까지 방포레 고후에서 뛰었다. 2014년 J3리그의 AC 나가노 파르세이루로 이적했다. 2016년 블라우블리츠 아키타로 이적했다. 2017년부터 2024년까지 아술 클라로 누마즈에서 뛰었다. 2024년후 현역 은퇴.

## 국가대표팀 경력
그는 1996년 하계 올림픽에 참가할 일본 U-23 국가대표팀에 발탁되었다. 브라질와의 첫 경기에서 후반 27분 극장 선제골 기록, 1-0로 승을 거뒀다. 일본에서는 이를 두고 '마이애미의 기적'으로 불리고 있다. 
그는 1997년 기린컵에 참가할 일본 국가대표팀에 발탁되었으며, 6월 8일 크로아티아와의 경기에서 데뷔했다. 1998년 FIFA 월드컵, 1999년 코파 아메리카, 2001년 FIFA 컨페더레이션스컵에도 출전했다. 2001년 컨페더레이션스컵 준우승에 기여했다. 그는 2001년까지 국제 A매치 통산 27경기에 출전했다.

## 통계
| 일본 | 일본 | 일본 |
| 연도 | 출전 | 득점 |
| ---- | ---- | ---- |
| 1997 | 1    | 0    |
| 1998 | 1    | 0    |
| 1999 | 7    | 0    |
| 2000 | 7    | 0    |
| 2001 | 11   | 0    |
| 통산 | 27   | 0    |